# Ida Wolden Bache
Ida Wolden Bache (Bærum, 26 febbraio 1973) è un'economista norvegese, dal 2022 Governatore della Norges Bank, la banca centrale della Norvegia. È la prima donna ad occupare questo ruolo.

## Biografia
Nata a Bærum, Akershus, nel 1973,	
figlia di Jon Kjell Bache e Grethe Wolden (in seguito separati), Ida Wolden Bache è cresciuta con sua madre, ha imparato a suonare il clarinetto nella band del paese e si è diplomata alla Valler Upper Secondary School nel 1992. Quindi si è laureata nel 1996 in economia all'Università di Oslo, per poi ottenere nel 1999 un Master of Science alla London School of Economics. Successivamente ha completato un dottorato di ricerca presso l'Università di Oslo nel 2007 con la tesi "Econometria del passaggio del tasso di cambio".

## Carriera
Durante i suoi studi, è stata assistente di ricerca presso il Dipartimento di Economia dell'Università di Oslo dal 1996 al 1998 e assistente di ricerca presso la Norges Bank dal 1998 al 2000. È stata impiegata come consulente, consigliere e consigliere senior presso la Norges Bank dal 2000 al 2009 e ha ricoperto una posizione post-impiego come professore associato di economia presso la BI Norwegian Business School dal 2008 al 2010.
È stata vicedirettore del dipartimento di politica monetaria della Norges Bank dal 2009 al 2010, economista senior presso Handelsbanken Capital Markets dal 2010 al 2013, vicedirettore del dipartimento di stabilità finanziaria della Norges Bank dal 2013 al 2015, direttore del dipartimento di stabilità finanziaria dal 2015 al 2016 e direttore del dipartimento di Politica Monetaria della Norges Bank dal 2016 al 2020.

### Vicegovernatore della Norges Bank
È diventata vicegovernatore della banca centrale norvegese nel 2020 dopo che il suo predecessore aveva perso il nulla osta di sicurezza.
Durante il suo discorso di primavera del 2021, Bache ha espresso i suoi dubbi sul fatto che la criptovaluta possa sostituire la corona norvegese. Ha affermato in particolare che "Se la criptovaluta deve sostituire la corona, anche lo Stato deve effettuare i pagamenti e gli incassi in una valuta diversa dalla corona".
A novembre ha espresso ulteriormente i suoi dubbi sulla criptovaluta, definendola una "minaccia". Ha dichiarato: "La diffusione e la portata sono attualmente piuttosto modeste in Norvegia, ma segnaliamo possibili canali attraverso i quali le criptovalute possono avere effetti sul sistema finanziario e rappresentare una minaccia per il sistema finanziario a lungo termine".

### Governatore della Norges Bank
Nel dicembre 2021, ha presentato domanda per diventare governatore della banca centrale norvegese, considerata insieme a Jens Stoltenberg tra i candidati più importanti per la carica. C'è stata una controversia causata quando NRK ha elencato solo parti del suo CV durante una trasmissione. L'emittente statale ha poi corretto l'errore, elencando le parti mancanti del suo curriculum.
Inizialmente Bache non ottenne l'incarico, ma accettò di diventare governatore ad interim fino a quando Stoltenberg non avesse terminato il suo mandato come segretario generale della NATO. Tuttavia, il 24 marzo, a seguito di un vertice della NATO sull'invasione russa dell'Ucraina, Stoltenberg annunciò che avrebbe continuato a ricoprire la carica di segretario generale della NATO per un altro anno e che non si sarebbe candidato come governatore. Bache fu quindi formalmente nominata governatore il 1º aprile presso il Consiglio di Stato.
Lo stesso giorno della sua nomina, Bache ha annunciato che la Norges Bank avrebbe aumentato i tassi di interesse, affermando: "Mentre ora valutiamo le prospettive e il quadro dei rischi, molto probabilmente il tasso di riferimento verrà aumentato ulteriormente a giugno".

## Altre cariche
- Fondo Monetario Internazionale (FMI), membro ex-officio del Consiglio dei Governatori (dal 2022)[17]

## Vita privata
Alla fine degli anni '90 ha incontrato tramite amici il suo futuro marito. Si sono sposati nel 2008 ad Abu Dhabi. Hanno una figlia.